# Последња авантура
„Последња авантура” је југословенски ТВ филм из 1984. године. Режирао га је Славољуб Стефановић Раваси а сценарио је написао Мирко Ковач.

## Радња
Млади новинар по сваку цену покушава да добије интервју - истиниту животну причу од познатог глумца који се повукао из активног живота. Али за њега ништа више нема такву вредност као некада: ни жене, ни посао... баш ништа. Све је остало у прошлости.

## Улоге
| Глумац           | Улога         |
| ---------------- | ------------- |
| Зоран Радмиловић | Глумац        |
| Зоран Цвијановић | Млади новинар |
| Дара Џокић       | Ен            |
| Предраг Лаковић  | Енин муж      |
| Лепомир Ивковић  | Бане          |
| Предраг Ејдус    | Лекар         |
| Мира Динуловић   | Конобарица    |
| Слободан Матић   | Шеф сале      |